# Dragon Ball: Kyokugen Battle!! San Dai Super Saiya-jin
Dragon Ball Z: Kyokugen Battle!! San Dai Super Saiyajin ( ドラゴンボールZ 極限バトル!!三大超サイヤ人 Doragon Boru Zetto Kyokugen Batoru!! San Dai Sūpā Saiyajin?, Dragon Ball Z: ¡¡Batalla extrema!! Los tres grandes Super Saiyanos) es la 10.ª película basada en la serie de manga y anime Dragon Ball, y la 7ª de la etapa Dragon Ball Z, fue estrenada el 11 de julio de 1992.

## Argumento
El científico loco Dr. Gero muere a manos de sus creaciones despertadas, los Androides 17 y 18. Sin embargo, Gero había copiado secretamente su conciencia en un superordenador subterráneo que seguía manifestando su sueño de crear el androide definitivo capaz de matar a Son Goku y destruir a la humanidad.
En un centro comercial, Son Goku, Son Gohan, Chi-Chi (Milk), Krilin, el Maestro Roshi, Oolong y Trunks del Futuro almuerzan en un restaurante. Dos seres entran en la ciudad y comienzan a provocar el caos mientras buscan a Son Goku, y acaban detectando su ubicación en el restaurante sobre ellos. Utilizan un ataque masivo de energía para intentar matar a Son Goku, pero él, Son Gohan, Krilin y Trunks consiguen sobrevivir y salvar a la gente del restaurante de una muerte segura. Son Goku se enfrenta a los culpables y observa que no puede sentir su energía y asume correctamente que son androides. Presentándose como los Androides 14 y 15, atacan y arrollan a Son Goku antes de que Trunks intervenga. Son Goku sugiere que lleven la lucha a otro lugar para evitar dañar a personas inocentes en la ciudad, y se van volando mientras los androides los persiguen hacia una región parecida al Ártico.
Son Goku y Trunks del Futuro se enfrentan a los androides cuando pronto aparece otro androide: el Androide 13. Éste explica que, a pesar de la muerte del Dr. Gero, su ordenador ha sido programado para continuar con la misión de matar a Son Goku como venganza por haber derrotado al Ejército de la Patrulla Roja décadas atrás. El Androide 13 no tarda en abrumar a Son Goku, mientras que Trunks del Futuro se ve superado por el ataque combinado de los Androides 14 y 15. Sin embargo, Vegeta no tarda en llegar e indica que no permitirá que un androide mate a Son Goku ya que ese es su destino. Son Goku se enfrenta al Androide 13 mientras Trunks del Futuro y Vegeta luchan contra los Androides 14 y 15 respectivamente. Son Goku, Vegeta y Trunks del Futuro alcanzan simultáneamente sus formas Super Saiyajin mientras Son Gohan y Krilin los observan. El Androide 13 consigue mantener la ventaja sobre Son Goku, que pronto es ayudado por la llegada de Piccolo, mientras que Trunks del Futuro y Vegeta destruyen a los Androides 14 y 15. Rodean al Androide 13, que se alegra de que los Androides 14 y 15 hayan sido destruidos y procede a absorber sus núcleos en su propio ser y sufre una sorprendente transformación.
Con su nuevo poder, el Super Androide 13 abruma completamente a Son Goku y a sus aliados. Al no ver otra opción para la victoria, Goku comienza a invocar energía para el ataque de la Genkidama mientras sus aliados intentan mantener a raya al Super Androide 13. Super Androide 13 acaba dándose cuenta de lo que está haciendo Son Goku e intenta detenerlo, pero Piccolo consigue retenerlo el tiempo suficiente para que Son Goku vuelva a transformarse en un Super Saiyajin y absorba la energía de la Genkidama. El Super Androide 13 ataca de nuevo, pero Goku atraviesa de un puñetazo el abdomen del Super Androide 13 y lo envía al núcleo de la Genkidama, donde es arrasado por su enorme energía que lo destruye en pedazos matándolo por completo. Con la muerte del Super Androide 13, el superordenador subterráneo se apaga para siempre. Krilin y Son Gohan son hospitalizados y el grupo celebra modestamente su victoria. En otro lugar, Piccolo y Vegeta se sientan en un iceberg, aislados de la celebración.

## Personajes
Son Gokū ( 孫 悟空 Son Goku?)
 Seiyū: Masako Nozawa
Son Gohan (孫 悟飯 Son Gohan?)
 Seiyū: Masako Nozawa
Piccolo ( ピッコロ  Pikkoro?)
 Seiyū: Toshio Furukawa
Vegeta ( ベジータ  Bejīta?)
 Seiyū: Ryo Horikawa
Trunks (トランクス  Torankusu?)
 Seiyū: Takeshi Kusao
Krilin (クリリン  Kuririn?)
 Seiyū: Mayumi Tanaka
Oolong (ウーロン Ūron?)
 Seiyū: Naoki Tatsuta
Kame Sen'nin ( 亀仙人 Kame Sennin?)
 Seiyū: Kōhei Miyauchi
Chichi ( チチ Chichi?)
 Seiyū: Naoko Watanabe
Dr. Gero (Dr. ゲロ Dr. Gero?)
 Seiyū: Kōji Yada

### Personajes exclusivos de la película
Androide número 13 (人造人間13号 Jinzō'ningen Jūsangō?)
 Seiyū: Kazuyuki Sogabe
Dobladores: José Manuel Seda (España) y Enrique Mederos (†) (México)
Androide número 13 es un androide con apariencia humana. Fue activado por el ordenador central del laboratorio del Dr. Gero una vez muerto este último. Se dirigió al Polo Norte para luchar contra Son Goku. Cuando sus compañeros #14 y #15 fueron destruidos, absorbió los circuitos principales de ellos y se transformó en un androide muy poderoso, que fue derrotado por Son Goku, quien había absorbido la energía de una Genkidama. #13 apareció como uno de los muchos personajes seleccionables en Dragon Ball Z: Budokai Tenkaichi 2 , Dragon Ball Z: Budokai Tenkaichi 3 y Dragon Ball: Raging Blast 2
Androide número 14 (人造人間14号 Jinzō'ningen Jūyongō?)
 Seiyū: Hisao Egawa
Dobladores: Javier del Río (España) y José Luis McConnell (México)
Androide número 14 es un gran androide color gris con un gran una trenza. Fue activado por el ordenador central del laboratorio del Dr.Gero, tras la muerte de este a manos de #17. Poco después de ser activado se dirigió a la capital del Oeste para matar a Son Goku, pero se fueron al Polo Norte para evitar daños a inocentes. En este escenario fue derrotado por Trunks, y sus circuitos principales se fusionaron con el androide definitivo #13. Número 14 apareció como personaje jugable por primera vez en Dragon Ball: Raging Blast 2.
Androide número 15 (人造人間15号 Jinzō'ningen Jūgogō?)
 Seiyū: Toshio Kobayashi
Dobladores: Paco Cardona (España) y José Arenas (México)
Androide número 15 es un pequeño androide color púrpura con un gran sombrero. Fue activado por el ordenador central del laboratorio del Dr. Gero, junto a #13 y #14. Poco después de ser activado se dirigió a la capital del Oeste para matar a Son Goku, pero se dirigieron al Polo Norte para evitar daños a inocentes, donde fue derrotado por Vegeta. Sus circuitos principales se fusionaron con #13. Número 15 apareció como personaje jugable por primera vez en Dragon Ball: Raging Blast 2

## Reparto
| Personaje   | Actor de voz (Japón) | Doblaje (Hispanoamérica) | Doblaje (España)    |
| ----------- | -------------------- | ------------------------ | ------------------- |
| Son Goku    | Masako Nozawa        | Mario Castañeda          | José Antonio Gavira |
| Vegeta      | Ryo Horikawa         | René García              | Alberto Hidalgo     |
| Trunks      | Takeshi Kusao        | Sergio Bonilla           | Luis Fernando Ríos  |
| Piccoro     | Toshio Furukawa      | Carlos Segundo           | Antonio Inchausti   |
| Son Gohan   | Masako Nozawa        | Laura Torres             | Ana Cremades        |
| Krillin     | Mayumi Tanaka        | Luis Daniel Ramírez      | Ángeles Neira       |
| Androide 13 | Kazuyuki Sogabe      | Enrique Mederos          | José Manuel Seda    |
| Androide 14 | Hisao Egawa          | José Luis McConnell      | Javier del Río      |
| Androide 15 | Toshio Kobayashi     | José Arenas              | Juanma Nogales      |
| Kame Sennin | Kōhei Miyauchi       | Jesús Colin              | Mariano Peña        |
| Oolong      | Naoki Tatsuta        | Arturo Mercado           | Antonio Inchausti   |
| Chichi      | Naoko Watanabe       | Patricia Acevedo         | Julia Oliva         |
| Dr. Gero    | Kōji Yada            | José Luis Castañeda      | Javier del Río      |
| Narrador    | Joji Yanami          | José Lavat               | Jorge Tomé          |

## Música
Tema de apertura (opening)
- "CHA-LA HEAD-CHA-LA" por Hironobu Kageyama

Tema de cierre (ending)
- "GIRI GIRI - Sekai Kyokugen" (GIRI GIRI－世界極限－?) por Hironobu Kageyama y Yuka

## Curiosidades
Esta película tiene mucha similitud con la película de la serie Saint Seiya: Shinku no shōnen densetsu o conocida también como "la leyenda de los jóvenes escarlata" o "Los caballeros del zodiaco contraatacan", ya que en dicha película hay una escena en la cual 3 de los protagonistas al enfrentar al enemigo definitivo usan armaduras doradas elevando su poder al máximo, lo mismo que sucede en la película de dragon ball z cuando Goku, Vegeta y Trunks se transforman en Super Saiyajin elevando su poder al máximo con el fin de vencer a los androides.
En algunos países censuraron la escena donde el super androide 13 golpea a goku en la entrepierna. 
- Datos: Q774058